# 云石斑海雀
为海雀科斑海雀属的鸟类。该物种的模式产地在美国阿拉斯加。
云石斑海雀体重约220克，翼长约123.5毫米，嘴峰长约24.9毫米，喙宽度约4.1毫米，喙厚度约5.8毫米，跗蹠长约15.2毫米，尾长约31毫米。云石斑海雀是候鸟，其栖息在开放的海洋及海岛环境中，食性为肉食性，主要食物来源是水生动物。